# Corybas betchei
Corybas betchei là một loài thực vật có hoa trong họ Lan. Loài này được (F.Muell.) Schltr. mô tả khoa học đầu tiên năm 1923.